# Ropalidia australis
Ropalidia australis är en getingart som först beskrevs av Henri Saussure 1854.
Ropalidia australis ingår i släktet Ropalidia och familjen getingar. Inga underarter finns listade i Catalogue of Life.